# ピエトラフェッラッツァーナ
ピエトラフェッラッツァーナ（イタリア語: Pietraferrazzana）は、イタリア共和国アブルッツォ州キエーティ県にある、人口約100人の基礎自治体（コムーネ）。

## 地理

### 位置・広がり

#### 隣接コムーネ
隣接するコムーネは以下の通り。
- コッレディメッツォ
- モンテフェッランテ
- ヴィッラ・サンタ・マリーア